# تانل هیل (ایلینوی)
تانل هیل (به انگلیسی: Tunnel Hill) یک منطقهٔ مسکونی در ایالات متحده آمریکا است که در ایلینوی واقع شده‌است.